# Johan Magnus Cassel
Johan Magnus Cassel, född 10 juli 1831 i Björkebergs församling, Östergötlands län, död 7 februari 1891 i Kvillinge församling, Östergötlands län, var en svensk präst.

## Biografi
Johan Magnus Cassel föddes 1831 på Hesselby i Björkebergs församling. Han var son till lantbrukaren Magnus Peter Cassel och Anna Brita Jonsdotter. Cassel studerade i Linköping och blev höstterminen 1850 student vid Uppsala universitet. Han avlade filosofie kandidatexamen 1857 och filosofie magisterexamen 31 maj 1860. Cassel blev 13 oktober 1860 extra ordinarie biblioteksamanuens vid Uppsala universitetsbibliotek och avlade 1865 teologie kandidatexamen. Den 3 oktober 1865 prästvigdes han och avlade 17 november 1866 pastoralexamen. Cassel blev 26 mars 1867 kyrkoherde i Risinge församling, tillträdde 1869 och var från 7 november 1885 till 30 april 1888 kontraktsprost i Bergslags kontrakt. Han blev 25 juli 1885 kyrkoherde i Kvillinge församling, tillträdde 1888. Cassel avled 1891 i Kvillinge församling och begravdes 13 februari samma år av prosten Klas Alfred Häger i Vikingstads församling. Han kropp begravdes i Risinge.

### Familj
Cassel gifte sig första gången 15 oktober 1868 med Ida Elisabeth Swartz (1838–1883). Hon var dotter till godsägaren Carl Jacob Swartz och Eva Charlotta Jederholm i Jonsbergs socken. De fick tillsammans barnen lärarinnan Eva Elisabeth Cassel (1869–1907) vid Lyceum i Stockholm, byråchefen Carl Gustaf Cassel (född 1871) i Domänstyrelsen, Anna Maria Cassel (1873–1895), Ebba Christina Cassel (1874–1889), Märta Johanna Cassel (1876–1876) och Per Magnus Cassel (1880–1880).
Cassel gifte sig andra gången 18 mars 1885 med Anna Magdalena Elisabeth Gustava Tullberg (född 1863). Hon var dotter till kamreren Johan Anders Tullberg och Laura Wilhelmina Theodora Müllern i Lund. De fick tillsammans lärarinnan Ida Elisabeth Cassel (född 1886) i Jönköping.